# Vilhelm af Schaumburg-Lippe
Prins Vilhelm til Schaumburg-Lippe (tysk: Prinz Wilhelm Karl August zu Schaumburg-Lippe) (12. december 1834 – 4. april 1906) var en tysk og østrigsk-tjekkisk prins af Schaumburg-Lippe, der sammen med sig gemalinde prinsesse Bathildis af Anhalt-Dessau (en oldedatter af arveprins Frederik af Danmark–Norge og tipoldedatter af kong Frederik 5. af Danmark–Norge) grundlagde en sidelinje af fyrstehuset Schaumburg-Lippe, der boede på slottet Náchod i Bøhmen. Flere af hans efterkommere giftede sig med slægtninge til det danske kongehus.

## Biografi
Prins Vilhelm blev født den 12. december 1834 i Fyrstendømmet Schaumburg-Lippes hovedstad Bückeburg. Han var det syvende barn og tredje søn af Fyrst Georg Vilhelm af Schaumburg-Lippe og Prinsesse Ida af Waldeck og Pyrmont. Hans far var fyrste af det lille fyrstendømme Schaumburg-Lippe i det centrale Tyskland. Prins Vilhelm havde otte søskende, heriblandt den senere Fyrst Adolf 1. Georg af Schaumburg-Lippe.
Prins Vilhelm studerede fra 1854 til 1856 ved Universitetet i Bonn og indgik i 1859 i den østrigske hær. I 1857 overlod hans far ham Herskabet Nachod, som han havde oprettet til Vilhelm som sekundogenitur. Dermed blev Vilhelm grundlægger af sidelinjen Náchod af fyrstehuset Schaumburg-Lippe. I 1861 afsluttede han sin militære karriere for at kunne hellige sig driften af sine godser. Allerede i 1861 blev han udnævnt til æresborger i byen Náchod.
Prins Vilhelm døde 71 år gammel den 4. april 1906 på Ratiboritz Slot nær Náchod i Bøhmen. Han og hans svigerdatter Prinsesse Louise af Danmark døde begge på Ratiboritz kun fem timer fra hinanden.

## Ægteskab og børn
Vilhelm af Schaumburg-Lippe giftede sig den 30. maj 1862 i Dessau med prinsesse Bathildis af Anhalt-Dessau. Hun var kusine til dronning Louise af Danmark.
Otte af Bathildis's og Vilhelms børn overlevede barndommen:
- Prinsesse Charlotte af Schaumburg-Lippe (1864–1946), gift med kong Wilhelm 2. af Württemberg, hun blev Württembergs sidste dronning (1891 – 1918)
- Prins Franz Joseph af Schaumburg-Lippe (1865–1881)
- Prins Frederik af Schaumburg-Lippe (1868 – 1945), gift med sin grandkusine Prinsesse Louise af Danmark (datter af Frederik 8.), deres søn Christian af Schaumburg-Lippe blev gift med Feodora af Danmark, der var sønnedatter af Frederik 8. af Danmark og svigerinde til arveprins Knud til Danmark.
- Prins Albrecht af Schaumburg-Lippe (1869–1942), gift med titulær hertuginde Elsa af Württemberg
- Prins Maximilian af Schaumburg-Lippe (1871–1904), gift med titulær hertuginde Olga af Württemberg
- Prinsesse Bathildis af Schaumburg-Lippe (1873–1962), gift med regerede fyrste (1893–1918) Frederik af Waldeck-Pyrmont
- Prinsesse Adelheid af Schaumburg-Lippe (1875–1971 i Ballenstedt, DDR), gift med regerede hertug (1908 – 1918) Ernst 2. af Sachsen-Altenburg
- Prinsesse Alexandra af Schaumburg-Lippe (1879–1949)